# Talbot Yelverton (1er comte de Sussex)
Pour les articles homonymes, voir Yelverton.
Talbot Yelverton, 1er comte de Sussex, (2 mai 1690 - 27 octobre 1731) est un pair anglais et membre de la Chambre des lords, connu sous le nom de Talbot Yelverton, 2e vicomte Longueville de 1704 à 1717, année de sa création comme comte de Sussex.

## Biographie
Il est le fils de Henry Yelverton, premier vicomte de Longueville, et de son épouse Barbara, fille de John Talbot de Lacock (en), dans le Wiltshire, et fait ses études à Christ Church, Oxford.
De 1722 à 1727, il est Lord de la chambre à coucher de George Ier, nommé comte-maréchal adjoint en 1725 et préside les cérémonies du couronnement de ce dernier monarque. Il est l'un des fondateurs compagnon de l'ordre du Bain en 1725 et est admis au Conseil privé lors de l'avènement de George II en 1727.
Il est mort à Bath, Somerset, le 27 octobre 1731 et est enterré à Easton Maudit, Northamptonshire. Avant 1726, il épouse Lucy Pelham, fille de Henry Pelham (1661-1721), dont il a deux fils:
- George Augustus Yelverton, 2e comte de Sussex (1727-1758)
- Henry Yelverton, 3e comte de Sussex (1728-1799)

Son fils aîné, George, lui succède.